# Tardinghen
 Tardinghen  (niederländisch Haveskerke) ist eine französische Gemeinde mit 150 Einwohnern (Stand 1. Januar 2022) im Département Pas-de-Calais in der Region Hauts-de-France. Sie gehört zum Arrondissement Boulogne-sur-Mer und zum Kanton Desvres.
Die Gemeinde gehört zum Regionalen Naturpark Caps et Marais d’Opale. Nachbargemeinden von Tardinghen sind Wissant im Nordosten, Audembert im Osten, Bazinghen im Süden und Audinghen im Südwesten.

## Bevölkerungsentwicklung

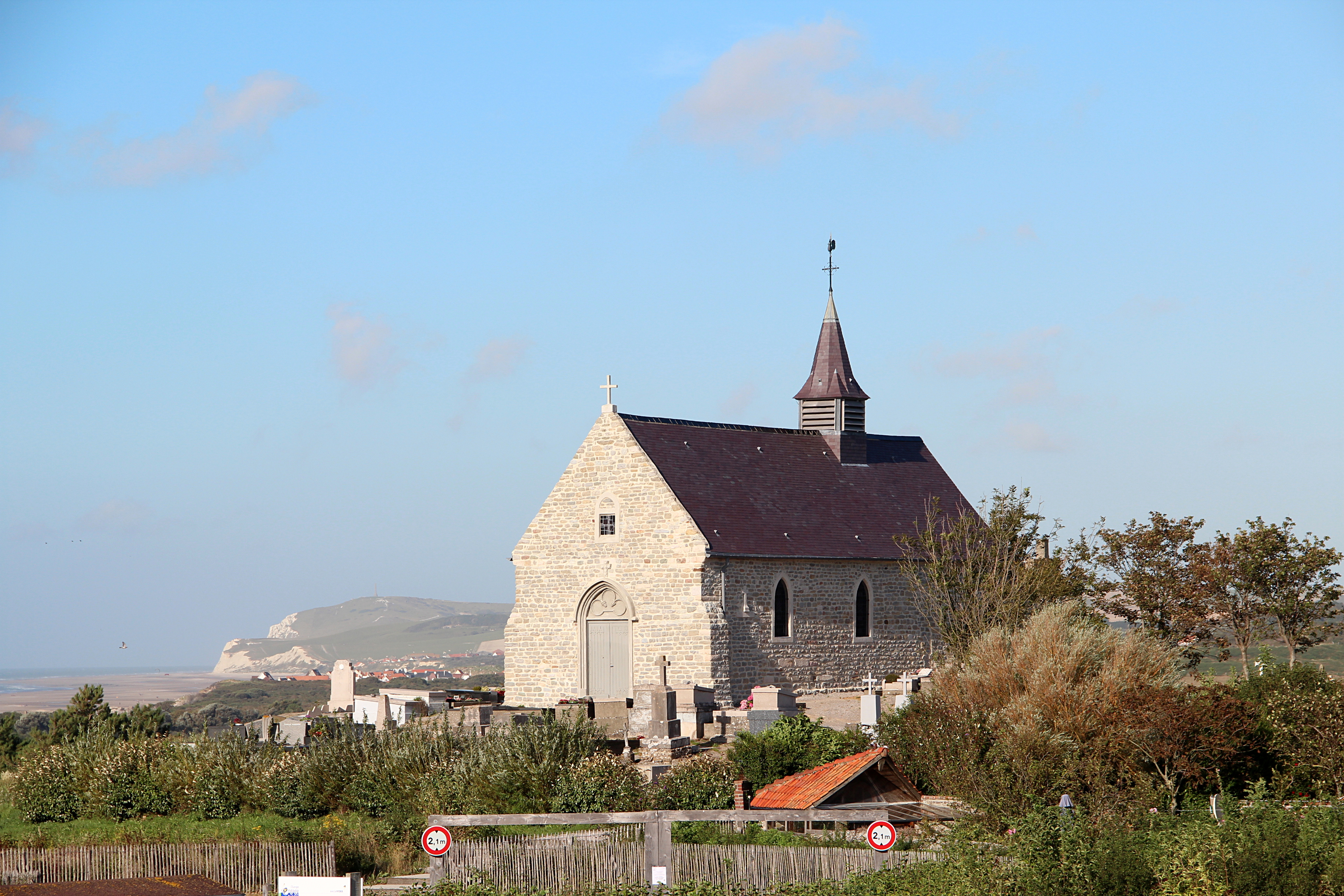
Kirche St. Martin (16. Jahrhundert)

| Jahr      | 1962 | 1968 | 1975 | 1982 | 1990 | 1999 | 2007 |
| Einwohner | 156  | 145  | 133  | 127  | 117  | 127  | 169  |